# Ett anständigt liv
Ett anständigt liv é um filme de drama sueco de 1979 dirigido e escrito por Stefan Jarl. Foi selecionado como representante da Suécia à edição do Oscar 1980, organizada pela Academia de Artes e Ciências Cinematográficas.

## Elenco
- Kenneth Gustafsson - Gustav "Stoffe" Svensson